# 寶塚音樂學校
寶塚音樂學校（日语：宝塚音楽学校）是位在日本的兩年制專業學校。為寶塚歌劇團團員的專屬養成學校。

## 概要

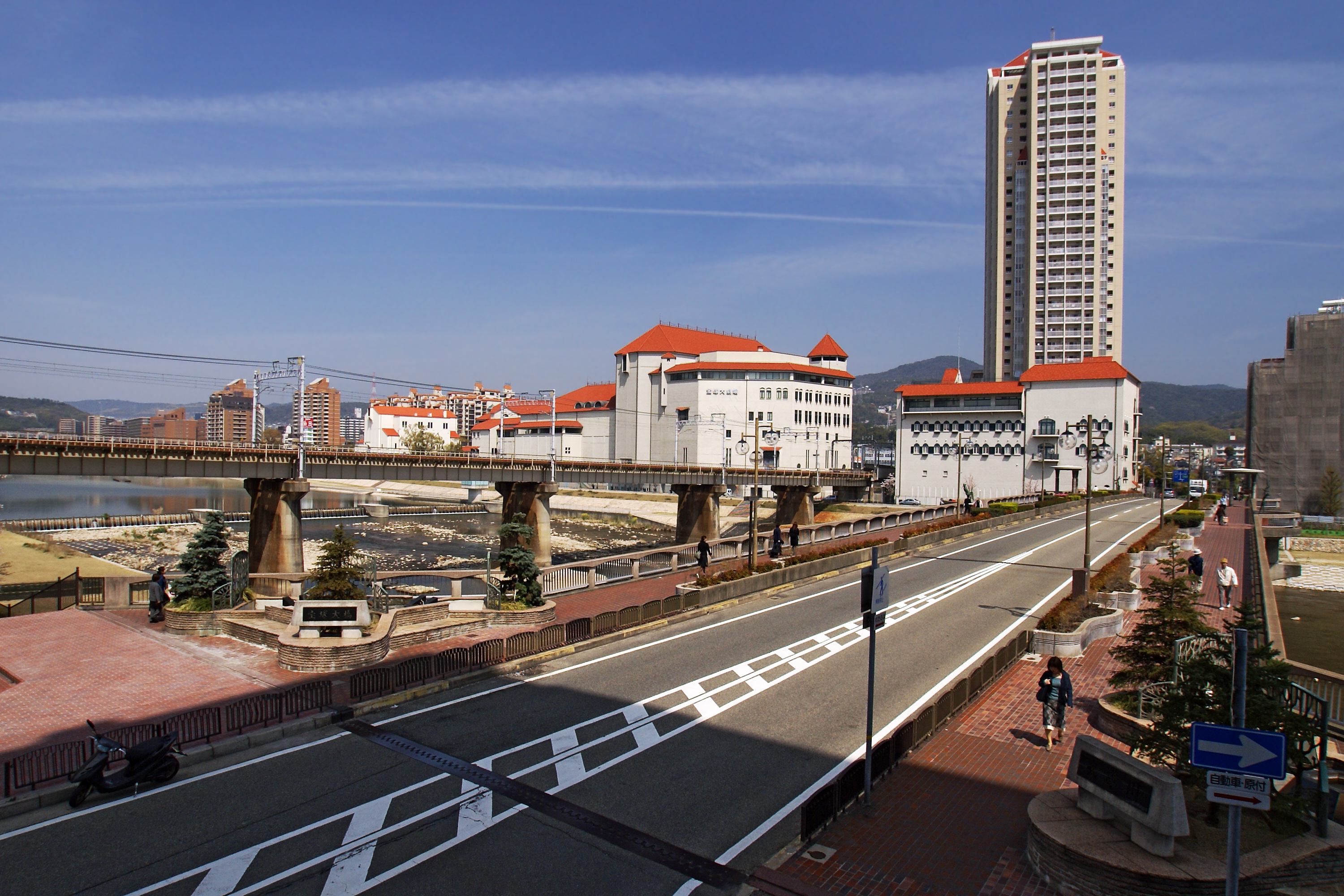
寶塚大橋邊的宝塚音楽学校

寶塚音樂學校由阪急電鐵出資設立，招收年滿15至18歲的未婚女性，以培養寶塚歌劇團團員為目的而成立的專門學校。
起源為1913年7月（大正2年）成立的「寶塚唱歌隊」。1918年經文部省認可後正式成立「(寶塚音樂歌劇學校)」，1939年更名為「(寶塚音樂舞蹈學校)」,1946 年更名為「(寶塚音樂學校)」。
創始者為阪急電鐵會長小林一三。現任理事長為角和夫，校長為伊木常雄，名譽校長為小林公平。
所在地點
兵庫縣寶塚市武庫川町1番1号。
1998年現新校舍完成後已將舊校舍改為寶塚文化創造館，兼具展覽和展演場所之用。二樓是展覽館，有歷屆畢業生合照、各演出的海報等；一、三樓是排演室可供租借當演奏廳或練習室。
修業年限
預科一年、本科一年，合計兩年。
每學年分為上學期（4月1日至9月底）、下學期（10月1日至3月底）。
休業日
週日、國定假日、春假（約30日）、暑假（約30日）、正月年假（約10日）。
授課時間
上午九時至下午六時五分(依課程內容會有微幅調整)。
制服
洋服：制服、帽子、大衣。設計者為森英惠。
和服：和服搭配緑袴，最正式場合為黒紋付及緑袴。
校舎
3,656平方公尺
一般教室
專門教室：舞蹈、日本舞、鋼琴、聲樂、戲劇教室
校長室、副校長室、職員室、會客室、保健室、會議室、禮堂、和室、體育館等
校訓
（清潔、端正、美麗）
授業內容
演技、聲樂(古典歌劇、流行樂)、芭蕾、現代舞、踢踏舞、鋼琴、皮拉提斯、樂理
依學生意願可加修普通高中學程

## 入學測驗
寶塚音樂學校的入學考試，基本上分為初試、複試及最終面試。自1947年以來每年固定錄取40名學生(1998年起因應五組制度一度增加至每年45人，2000年起增加至50人，但近年又恢復為原制)。
1960年代錄取率約為33%左右，不過在劇團上演《凡爾賽玫瑰》後，報考人數就開始急速上升，之後更有「東之東大，西之寶塚」（東の東大・西の宝塚）一詞來形容其錄取的難度，史上最低錄取率出現在1994年，約為2.07% 。現今則多半在5%上下。
近年來因日本社會少子化現象，造成報名考生逐年減少。加上不少綜藝節目在報導音校考生時常常過於強調考上前需在補習班花大量時間練習。很容易讓人有「沒在專門教人考寶塚音樂學校的補習班學過，就考不上」的印象，讓沒有上過補習班或是沒有音樂舞蹈基礎的的學生根本不敢來報名。由於這樣下去會造成錄取考生的特質越來越趨向一致性，容易缺乏個人特色，對講求個人魅力的寶塚歌劇團來說相當不利，因此從2009年起音樂學校對入學測驗的內容做了大幅度的變更。

### 傳統考試流程
考試日期
- 初試：（東京）3月20日、（宝塚）3月23日。
- 複試及最終面試：3月28~29日，共2日。

放榜日期
3月30日在音樂學校門口放榜。考生須至現場查看考試結果，上榜的考生直接進入音樂學校辦理入學報到手續。
測試內容
包括技術測驗（聲樂、芭蕾）及面試。
- 聲樂：初試時由報名表內附的指定曲中自選一首演唱。複試時為新曲視唱。
- 芭蕾：測驗古典芭蕾的基本動作，由本科生示範後之後測驗。主要是測驗考生的韻律感及運動能力。
- 面試：簡單的問題回答，同時觀察該名考生的容貌、動作、態度等個人特質。

入學考試的重點在於找出適合寶塚舞台的未來演員，所以常有芭蕾、聲樂成績非常優秀但是仍然落榜，或是術科幾乎沒有基礎卻上榜的情況。

### 2009年後新測驗制度
仍維持原來的三試制，但受測流程及內容均有重大更改。
為了讓有才華卻沒有學習過芭蕾聲樂的學生有機會考上，將初試的術科測驗刪除。
複試的歌唱舞蹈測驗也由原來較重技術方面的審查改為重視資質的審查，例如歌唱的評分重點在於考生的聲量、聲質和音域，還有能讀譜的基本能力。舞蹈的評分也是首重考生的柔軟度、韻律感等基本身體運動能力。
考試日期
- 初試：3月20~21日（東京）、3月24~26日（宝塚）。
- 複試：3月25~26日。
- 最終面試：3月28日。

## 課程特色
- 課程內容以舞台表演技巧的理論及實習為主、課外時間沒有限制，但鼓勵學生自己練習。
- 為了讓學生就算退團後也能有更多出路可選擇，目前和向陽台高校合作，學生（包含寶塚歌劇團中的畢業生）可依個人意願在課餘時間上課取得高中學歷證書[註 1]。
- 2004年度至2008年度，為增進學生英語能力，每周由千里國際學園派老師至學校教授英語會話課程。
- 2009年度起，為幫助新考試制度啟用後，沒有學過聲樂及芭蕾的學生能迅速趕上學校的訓練課程，新增彼拉提斯及發聲練習課程，以幫助學生們迅速掌握對肢體及聲音的控制能力。受此新增課程影響，原有的音樂史、狂言、茶道及英語會話科目廢止。本來可由琴、三味線及鋼琴中選擇一項研習的器樂課也改為只有鋼琴一項。

## 外部連結
- 寶塚音樂學校 （页面存档备份，存于）

## 備註
1. ↑  由於音樂學校屬於日本學校分類中的「各種學校」，畢業生並不被認可具高中學力，畢業生退團後若不往舞台表演方向發展的話，不論求學就職幾乎都會因為學歷問題（僅有國中畢業或高中畢/肄業學歷）而遭到限制。